# Andrzej Teodor Grabowski
Andrzej Teodor Grabowski z rodziny Goetzendorf-Grabowski z Grabowa herbu Zbiświcz (ur. 1651 w Debrznie, zm. 25 grudnia 1737 tamże) – kasztelan chełmiński.
Pochodził z jednego z najstarszych rodów szlacheckich na Pomorzu pieczętującego się herbem Zbiświcz. Rodzina  Goetzendorf-Grabowskich posiadała liczne majątki ziemskie: Grabowo na Pomorzu od 1354 był własnością rodziny, pozostałe Wielki Buczek i Mały Buczek, Lipienie, Szyszkowy, Jończanki, Mańkowo, Debrzno, Kuppy, Huty, Brogłowo, Sypniewo, Iłowo, Radońsk, Jędrowy, Łukno, Zamarte, Jerzmionki, Ciecholewy. W sumie 21 wsi.  Ojciec Michał Kazimierz Grabowski był katolikiem. Matka Helena Łącka, była wdową po Macieju Borzyszewskim posiadała dobra majątkowe Łąkwie.
Brał udział w bitwie pod Wiedniem, gdzie został ranny.
Początkowo w 1686 był pisarzem grodzkim malborskim, od 1697 roku, następnie pomorskim. 
Poseł sejmiku człuchowskiego na sejm 1681 roku, poseł sejmiku puckiego na sejm 1683 roku, poseł sejmiku stargardzkiego na sejm 1685 roku, poseł sejmiku malborskiego na sejm 1690 roku. W czasie bezkrólewia 1696 był sędzią kapturowym pomorskim. Poseł sejmiku powiatu słuchowskiego na sejm konwokacyjny 1696 roku. Podpisał elekcję Augusta II. Od 1712 był sędzią ziemskim Człuchowa. 29 stycznia 1733 został mianowany kasztelanem chełmińskim po dobrowolnym ustąpieniu Adama Kossa. 
Został pochowany w Zamartem w klasztorze Bernardynów.
Był 2 krotnie żonaty. Pierwsza żona Zofia Barbara Kleist - Deręgowska. Druga nieznana z imienia Borkową. Miał dwóch synów. Pierwszy z nich Adam Stanisław (1698–1766), był biskupem kujawskim, chełmińskim i warmińskim. Drugi Jan Michał (1703–1770), pełnił urząd kasztelana elbląskiego i gdańskiego.